# Grey Gardens (2009)
Grey Gardens är en spelfilm från 2009 som delvis bygger på dokumentären Grey Gardens från 1975.  
Spelfilmen producerades av det amerikanska TV-bolaget HBO och är regisserad av Michael Sucsy. Jessica Lange och Drew Barrymore gör rollerna som Big och Little Edie och Jeanne Tripplehorn den som Jacqueline Kennedy.

## Handling
Filmen handlar om mor och dotter Bouvier, faster respektive kusin till Jacqueline Bouvier Kennedy Onassis, som bor i en förfallen högreståndsvilla i East Hampton utanför New York. Både den 80-åriga mamman och hennes 56-åriga dotter heter Edith Bouvier Beale, men kallas "Big Edie" och "Little Edie". De två excentriska kvinnorna kommer ur den amerikanska societen och har levt ett gott liv men under åren har de isolerat sig i en drömvärld och låtit allt omkring sig förfalla. Filmen tar sin början 1936, genom tillbakablickar.
Big Edie såg sig som sångerska. Little Edie ville bli dansare och skådespelare i New York, men föräldrarna ville att hon skulle stanna på Grey Gardens. Big Edie skilde sig senare från Little Edies far Phelan Beale. Big Edie blev sjuk och Little Edie kände sig tvungen att ta hand om modern.